# 重庆市作家协会
重庆市作家协会，简称重庆市作协，是中华人民共和国重庆市文学工作者组成的专业性人民团体，是中国作家协会的团体会员。其最高权力机构为重庆市作家协会代表大会。

## 历届主席
- 第一届

1999年12月召开重庆市作家协会第一次代表大会，选举杨益言为名誉主席，黄济人为主席，罗中福(党组书记)、王川平、王逸虹、王群生、冉庄、向求纬、李书敏、李世权、余德庄、陈川、徐国志、曹廷华、傅天琳为副主席，蒙和平任秘书长。
- 第二届

2005年4月召开重庆市作家协会第二次代表大会，选举杨益言为名誉主席，黄济人为主席，王青山(党组书记)、王川平、王志刚、王逸虹、冉冉、李钢、李元胜、向求纬、陈川、陆大献、余德庄、周晓风、傅天琳、谭小乔为副主席，周火岛任秘书长。
2008年9月，王明凯任重庆市作家协会党组书记、副主席。市作协二届全委会补选邓高如为市作协副主席
- 第三届

2011年6月，召开重庆市作家协会第三次代表大会，聘请马识途、杨益言、黄济人为名誉主席，选举陈川为主席，王明凯(驻会副主席、党组书记，2014年10月退休)、王逸虹、邓毅、邓高如、冉冉(女)、刘运勇、李钢、李元胜、何炬学、张波、周火岛、周晓风、黄濂清、谭竹(女)、谭明、谭小乔(女)为副主席，刘运勇兼任秘书长。
- 第四届

2016年10月，召开重庆市作家协会第四次代表大会，聘请马识途、杨益言、黄济人为名誉主席，选举陈川为主席，辛华(驻会副主席、党组书记（2021年10月退休)、邓毅、冉冉(女)、刘运勇、李元胜、何炬学、张兵、张波、周火岛、周晓风、钟代华、郭继卫、黄濂清、蒋登科、谭竹(女)、谭明为副主席，冉冉兼任秘书长。
2021年5月20日，召开重庆市作协四届七次全委会和主席团会。会议补选冉冉同志为市作协第四届委员会主席、何浩同志为市作协第四届委员会副主席。
- 第五届

2022年2月，重庆市作家协会第五次代表大会召开，冉冉当选第五届重庆市作协主席，何浩（驻会副主席、党组书记）当选专职副主席，王本朝、张兵、张远伦、张波、李元胜、李永毅、李燕燕、何炬学、钟代华、蒋登科、谭竹、谭明当选兼职副主席。董昭勇任秘书长。